# پل لئوناردی
پل لئوناردی (انگلیسی: Paul Leonardi؛ زادهٔ) استاد مدیریت فناوری در دانشگاه سانتاباربارا کالیفرنیا است. او همچنین مدیر و مؤسس گروه سرمایه‌گذاری سانتاباربارا در برنامه دوره کارشناسی ارشد مدیریت فناوری است.
تحقیقات لئوناردی بر این متمرکز است که شرکت‌ها شبکه‌های سازمانی را چگونه طراحی کنند و فناوری‌های جدید را چگونه پیاده‌سازی کنند که به خلق و اشتراک موثرتر دانش کمک بشود. یکی دیگر از علاقه‌مندی‌های او مطالعه راه‌های جدیدی است که فناوری‌های نیازمند داده بسیار(data intensive technologies) همچون شبیه‌سازی و ابزارهای رسانه‌های اجتماعی برای دسترسی، ذخیره‌سازی و اشتراک اطلاعات فراهم می‌آورند یا منابع اطلاعاتی که این فناوری‌ها فراهم می‌آورند رویه‌های کاری و شرکای ارتباطی را چگونه تغییر می‌دهند و تغییر در ارتباطات و کار کارمندان چگونه ماهیت تخصصی سازمان‌ها را دگرگون می‌سازد. کارهای او حوزه‌های مطالعات سازمان، مطالعات ارتباطات و سامانه‌های اطلاعاتی را دربر می‌گیرد و در مجلات معتبر این زشته‌ها به چاپ رسیده‌است.